# Weigand
Weigand ist ein deutscher Vor- und Familienname.

## Herkunft und Bedeutung
Weigand ist eine Variante des deutschen Namens Wiegand, zu weiteren Informationen siehe dort.

## Namensträger

### Vorname
- Weigand von Redwitz (1476–1556), Fürstbischof des Hochstiftes Bamberg

### Familienname
- Adolf Schmitt-Weigand (* 1934), deutscher Verwaltungsjurist
- Alexander Weigand (* 2005), österreichischer Fußballspieler
- Anton Weigand (1878–1959), deutscher Fabrikant und Kommerzienrat
- Barbara Weigand (1845–1943), deutsche Mystikerin und Seherin
- Bruno Weigand (1850–1923), deutscher Lehrer, Geologe und Entomologe
- Cornelia Weigand (* 1971), deutsche Biologin und Kommunalpolitikerin (parteilos), Landrätin des Landkreises Ahrweiler
- Edda Weigand (* 1943), deutsche Linguistin
- Edgar Weigand (* 1938), deutscher Agrarwissenschaftler und Hochschullehrer für Tierernährung und Ernährungsphysiologie
- Edmund Weigand (1887–1950), deutscher Kunsthistoriker
- Emil Weigand (1837–1906), deutscher Medailleur und Münzstempelschneider
- Ernst Weigand (1874–1949), deutscher Unternehmer
- Franz Josef Kohl-Weigand (1900–1972), deutscher Unternehmer, Kunstsammler und Mäzen
- Friedrich Weigand († 1525/1526), kurmainzischer Beamter und Bauernführer, siehe Friedrich Weigandt
- Friedrich Weigand (Politiker) (1482–1559), deutscher Richter und Politiker, Bürgermeister von Zittau
- Friedrich Weigand (Maler) (auch Weigant, Weigandt, Weygand, Weygant, oder Weygandt; um 1635–1684), deutscher Maler und Kupferstecher
- Friedrich Weigand (Holzschneider) (1842–1913), deutsch-österreichischer Holzstecher und Illustrator
- Friedrich Schreiber-Weigand (auch Friedrich Wilhelm Schreiber; 1879–1953), 	deutscher Museumsleiter
- Friedrich Ludwig Karl Weigand (auch Friedrich Ludwig Carl Weigand; 1804–1878), deutscher Germanist, siehe Karl Weigand
- Gabriele Weigand (* 1953), deutsche Pädagogin
- Günter Weigand (1924–2003), deutscher Sozialanwalt
- Gustav Weigand (1860–1930), deutscher Sprachwissenschaftler und Spezialist für Balkan-Sprachen
- Gustav Adolf Weigand (1893–1956), deutscher Kommunist, Widerstandskämpfer und Politiker (KPD/SED)
- Hans Weigand (* 1954), österreichischer Maler und Grafiker
- Hans-Georg Weigand (* 1952), deutscher Mathematik-Didaktiker
- Henner Weigand (* 1951), deutscher Basketballspieler
- Hermann Weigand (1854–1926), deutscher Architekt und Politiker
- Hermann John Weigand (1892–1985), US-amerikanischer Literaturwissenschaftler
- Ingeborg Weigand (1920–1995), deutsche Malerin und Autorin
- Jan J. Weigand (* 1974), deutscher Chemiker und Hochschullehrer, TU Dresden
- Jacqueline Weigand (1930–2012), Malerin und Bildhauerin
- Johann Friedrich Weigand (1786–1866), preußischer Generalmajor
- Johannes Weigand (* 1966), deutscher Opernregisseur
- Jörg Weigand (* 1940), deutscher Journalist und SF-Autor
- Josef Weigand (1878–1948), deutscher Verwaltungsjurist
- Justus Weigand (* 2000), deutscher Hockeyspieler
- Karl Weigand (1804–1878), deutscher Germanist
- Karla Weigand (* 1944), deutsche Schriftstellerin
- Klaus-P. Weigand (* 1959), deutscher Autor von Kindergeschichten
- Konrad Weigand (1842–1897), deutscher Maler und Illustrator
- Markus A. Weigand (* 1967), deutscher Anästhesist und Hochschullehrer
- Michael Weigand (* 1977), deutscher Politiker (CDU)
- Otto Weigand (1891–1968), fränkischer Beamter und Abgeordneter (NSDAP)
- Paul Weigand (1889–1940), deutscher Lehrer und Politiker
- Peter Valentin-Weigand (* vor 1965), deutscher Veterinärmediziner und Hochschullehrer
- Ralf Weigand (* 1959), deutscher Komponist und Aufsichtsrat der GEMA
- Richard Weigand (1904–1981), deutscher Pädagoge
- Robert Weigand (1921–2011), deutscher Jurist, Mitbegründer des Bayerischen Landesdenkmalrates und Stiftungsgründer
- Rodja Weigand (* 1945), deutscher Buchautor
- Rolf Weigand (* 1984), deutscher Politiker (AfD)
- Rudolf Weigand (1929–1998), katholischer Priester, deutscher Theologe und Kirchenrechtler
- Rudolf Kilian Weigand (* 1955), deutscher Germanist, Literaturwissenschaftler, Mediävist und Hochschullehrer
- Sabine Weigand (* 1961), deutsche Schriftstellerin und Politikerin (Grüne)
- Wilhelm Weigand (1862–1949), deutscher Dichter und Schriftsteller der Neoromantik
- William Keith Weigand (* 1937), US-amerikanischer Geistlicher, Altbischof von Sacramento
- Wolfgang Weigand (* 1958), deutscher Chemiker und Hochschullehrer